# 비르키르 마우르 사이바르손
비르키르 마르 사에바르손(아이슬란드어: Birkir Már Sævarsson, 1984년 11월 11일 ~ )은 우르발스데일드 소속 구단인 발루르에서 활약하고 있는 아이슬란드의 축구 선수이다.

## 수상

### 발루르
- 우르발스데일드: 2007
- 아이슬란드 컵: 2005
- 데일다비카르: 2008